# Murailles de Tatti
Les murailles de Tatti (en italien : mura di Tatti) constitue le système défensif du village-château de Tatti, une frazione de la ville de Massa Marittima, dans la province de Grosseto en Toscane,.

## Histoire
Une enceinte primitive de remparts a été construite à Tatti dès le IXe siècle, pour défendre le village naissant contrôlé, à l'époque, par l'archidiocèse de Lucques.
Au cours des siècles suivants, l'expansion du village dès le XIIIe siècle, impose de renforcer les structures défensives ; elles sont ordonnées par les Aldobrandeschi, avec la reconstruction des murailles et la construction du complexe fortifié de la forteresse aldobrandesque le long du périmètre du nouveau périmètre.
Au XIVe siècle, après un passage temporaire aux Pannocchieschi (it) de Castel di Pietra, le village de Tatti devient une partie du territoire de la république de Sienne : la forteresse préexistante est encore fortifiée et transformée en donjon.
À la Renaissance, les fortifications ont été conservées presque intactes, seules quelques interventions de restauration conservatrices ayant été effectuées ; ce n'est qu'au cours des siècles suivants, le long de certaines sections du périmètre, que les murs extérieurs des bâtiments du centre historique ont fini par s'y adosser.

## Description
Les murs de Tatti sont en grande partie bien conservés, avec les éléments stylistiques médiévaux caractéristiques.
Les parties exposées et celles adossées aux murs extérieurs des bâtiments résidentiels ont un revêtement en pierre qui caractérise également la zone fortifiée de la forteresse ; en divers points des murailles se trouve une base escarpée qui, à proximité des structures fortifiées, devient plus imposante.
L'accès au village se fait par une porte en plein cintre d'origine médiévale.

## Galerie

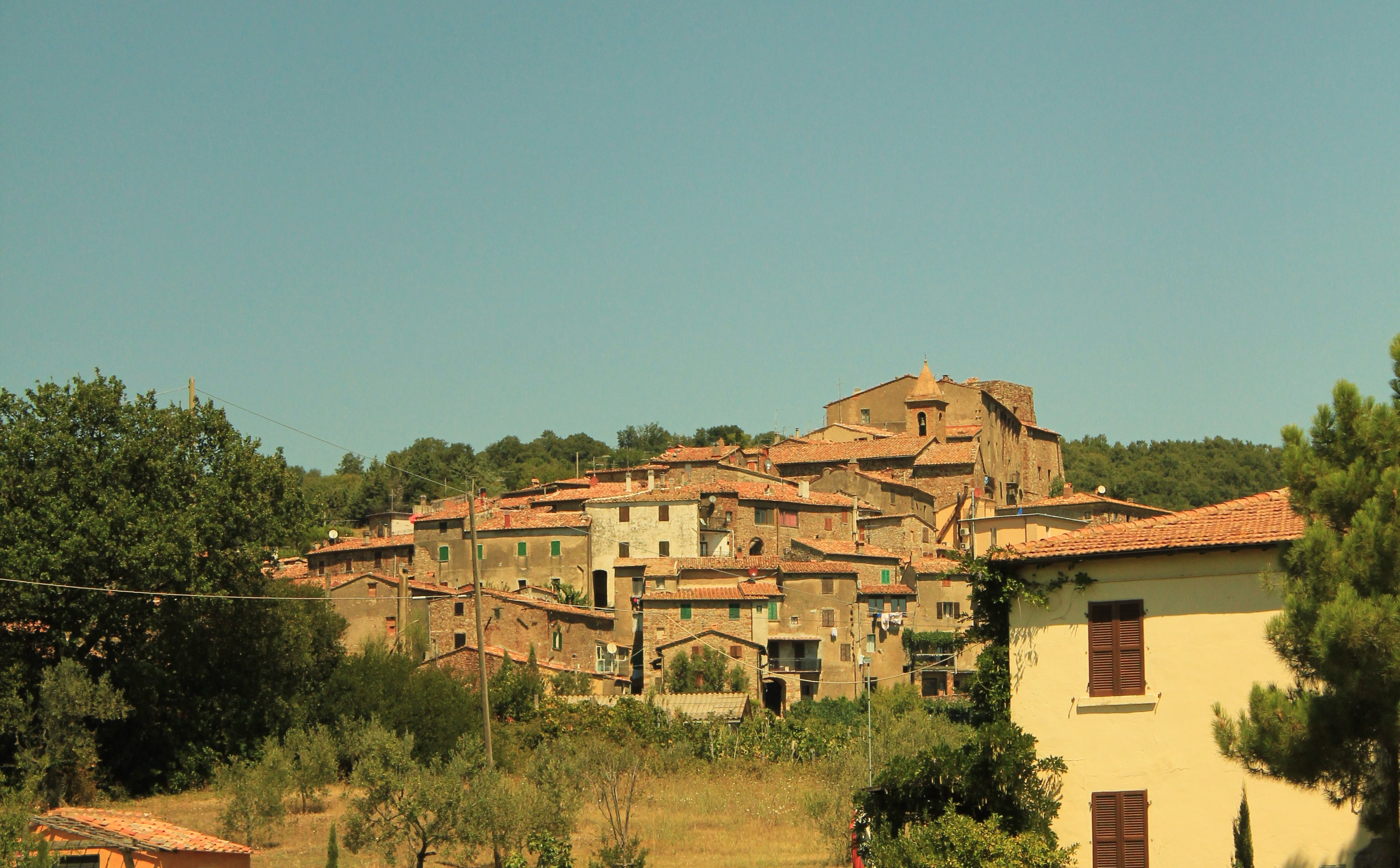
Village de Tatti.
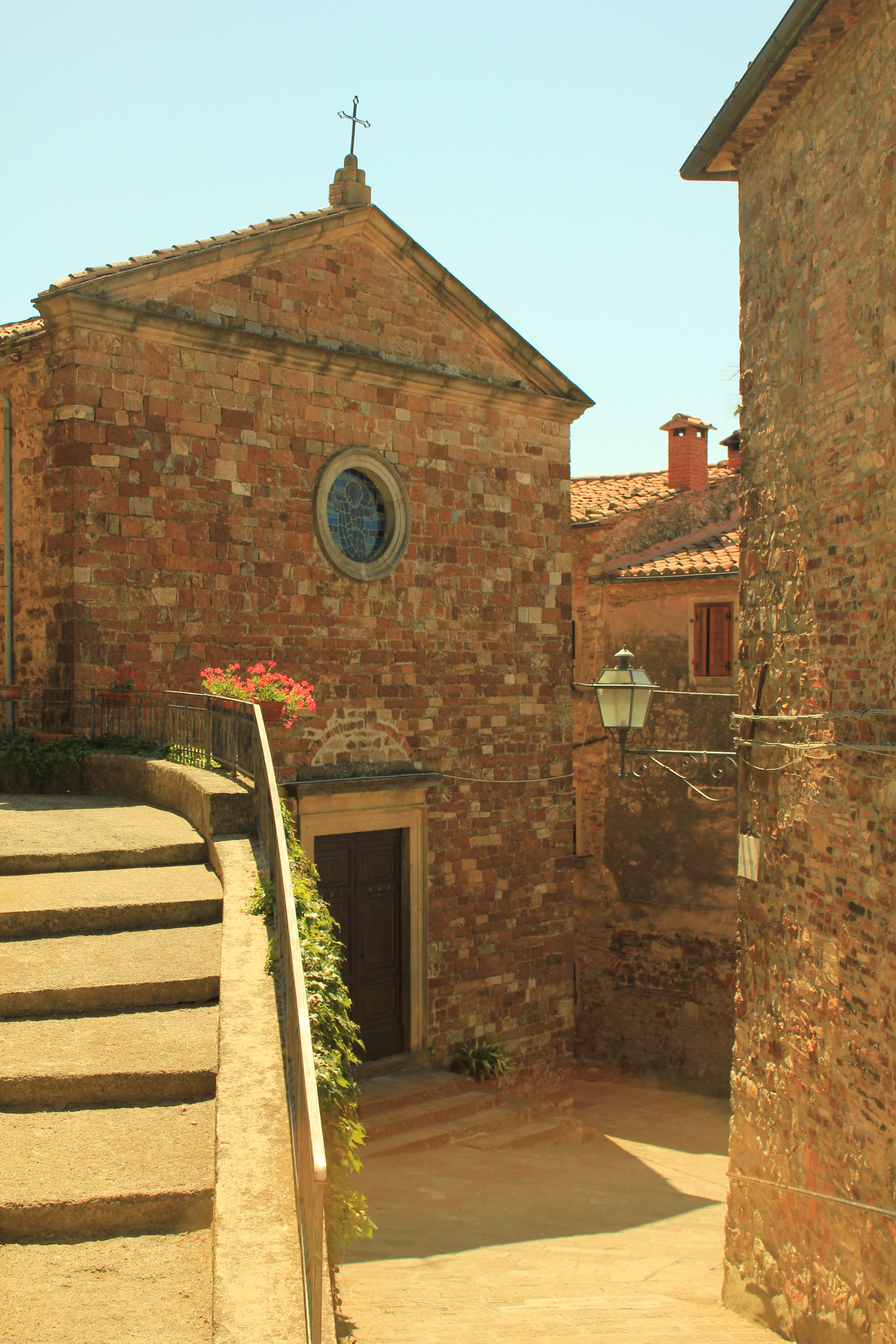
L'église de Tatti.